# NGC 4956
NGC 4956 је лентикуларна галаксија у сазвежђу Ловачки пси која се налази на NGC листи објеката дубоког неба.
Деклинација објекта је + 35° 10' 40" а ректасцензија 13h 5m 1,0s. Привидна величина (магнитуда) објекта NGC 4956 износи 12,3 а фотографска магнитуда 13,3. NGC 4956 је још познат и под ознакама UGC 8177, MCG 6-29-25, CGCG 189-17, PGC 45236.